# Municipio de Regla
Municipio de Regla är en kommun i Kuba.   Den ligger i provinsen Provincia de La Habana, i den västra delen av landet. Huvudstaden Havanna ligger i Municipio de Regla. Antalet invånare är 44 431. Arean är 9,2 kvadratkilometer.
Terrängen i Municipio de Regla är platt.